# Torpedo spearfish
El torpedo Spearfish (formalmente Naval Staff Target 7525) es el torpedo pesado utilizado por los submarinos de la Royal Navy. Puede ser guiado por cable o por un sonar autónomo activo o pasivo, y proporciona capacidad de guerra antisubmarina (ASW) y guerra antisuperficie (ASuW). El desarrollo de Spearfish comenzó en la década de 1970, con la producción a partir de 1988 y el despliegue en 1992. En 2004, habían reemplazado por completo el torpedo Tigerfish más antiguo.
- Datos: Q650532